# Giovanni Stroppa
Giovanni Stroppa er en italiensk fodboldtræner og tidligere spiller, der pr. 2024 er træner hos U.S. Cremonese.